# Cryptocephalus aureolus
Cryptocephalus aureolus là một loài bọ cánh cứng trong họ Chrysomelidae. Loài này được Suffrian miêu tả khoa học năm 1847.

## Hình ảnh

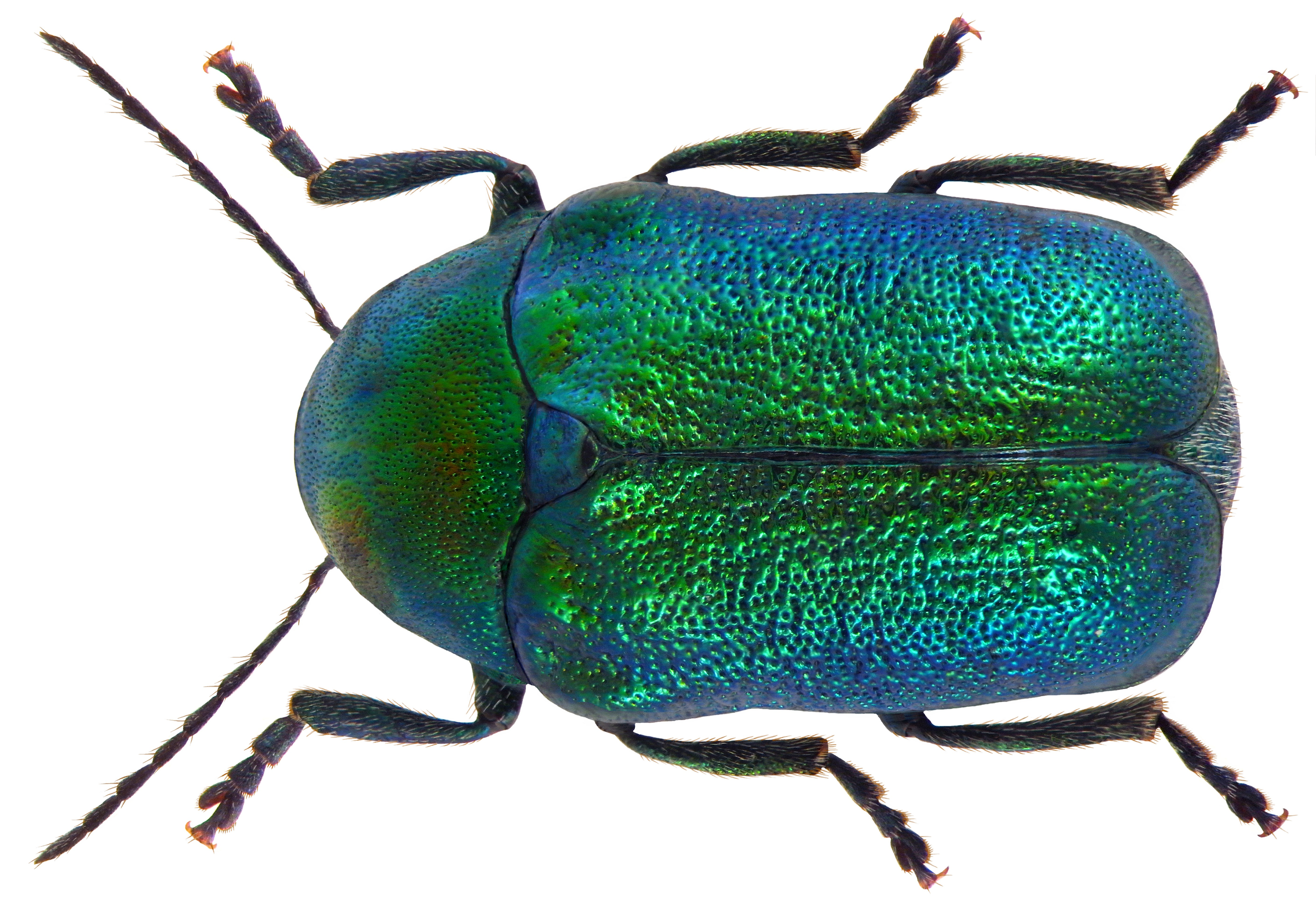
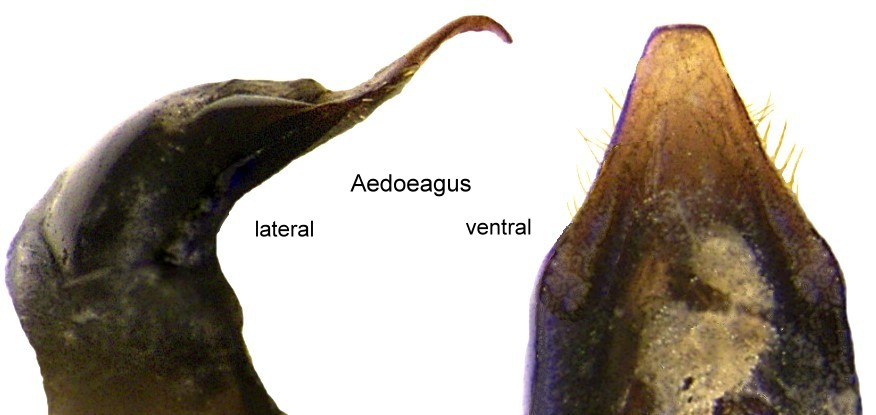